# Crimen del expreso de Andalucía
El asalto al tren correo de Andalucía, también llamado crimen del expreso de Andalucía consistió en un robo y asesinato fechado el 11 de abril de 1924, en el tren que partiría desde Madrid a las ocho y veinte. Contó con un total de 2 víctimas, Ángel Ors Pérez de 30 años, y Santos Lozano León de 45, los cuales contaban con el puesto de oficiales ambulantes de correos. Los asesinatos se llevaron a cabo a base de golpes con tenazas de marchamar y un arma de fuego.

El crimen culminó con el suicidio de Antonio Teruel, a causa de un disparo en la cabeza antes de ser detenido, y con José María Sánchez Navarrete, Francisco de Dios Piqueras y Honorio Sánchez Molina ejecutados en el garrote vil el 9 de mayo de 1924, además de la condena de José Donday, también llamado Pildorita, a 20 años en prisión. Los anteriormente mencionados, fueron los culpables del crimen.

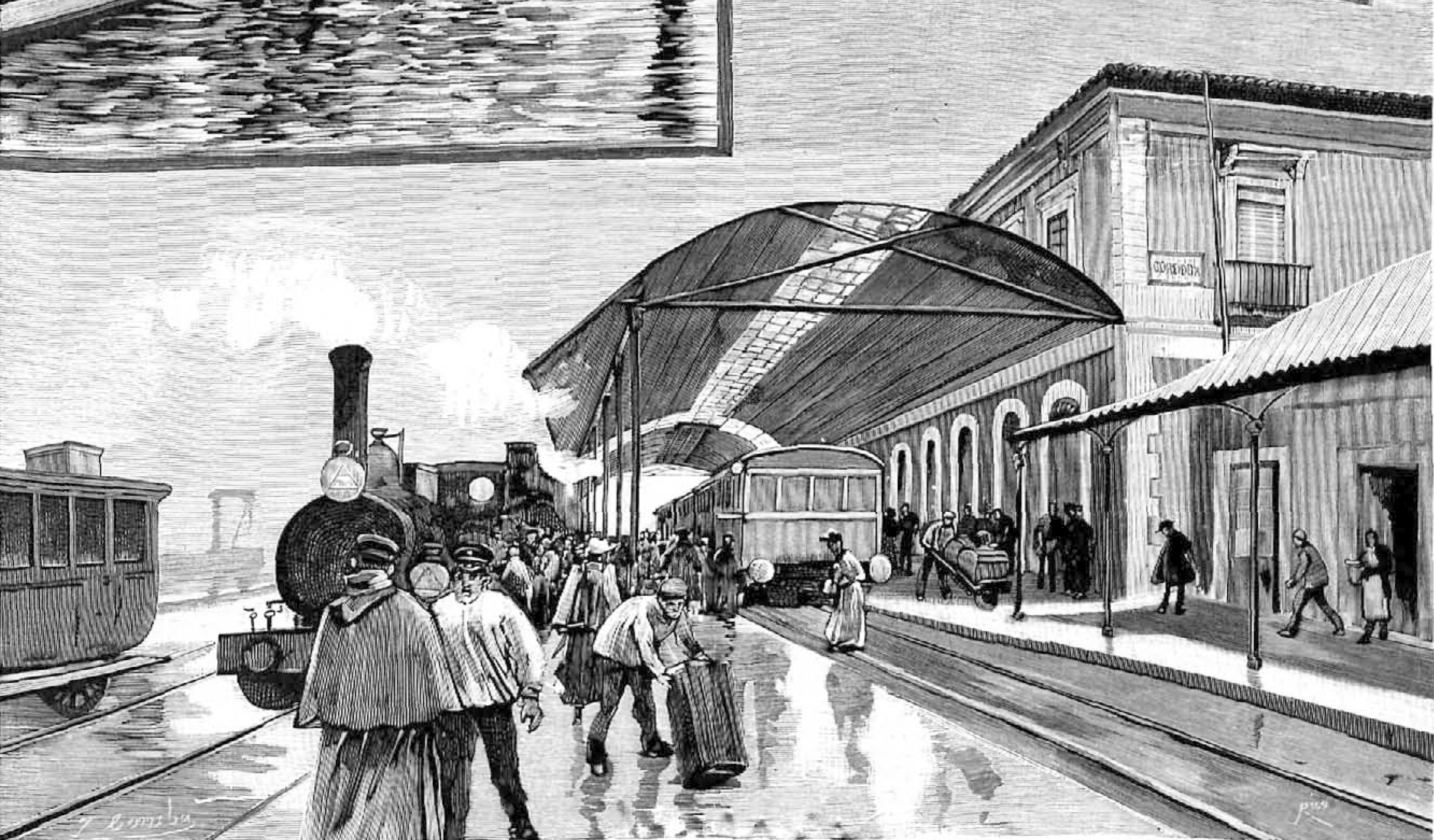
Grabado de La Ilustración Española y Americana, El temporal en Andalucía, en el que figura la Estación Central de Córdoba ante la llegada de un tren procedente de Madrid.

## Contexto
El tren en cuestión contaba con los envíos y pagas de varias compañías coloniales a sus empleados, además de correspondencia procedente de toda Europa que sería distribuida por el Norte de África y Gibraltar.

## Planificación del crimen
El principal instigador del crimen fue José María Sánchez Navarrete, hijo de un teniente coronel de la Guardia Civil, que en el momento de los hechos carecía de un oficio reconocido y se dedicaba al juego, teniendo como consecuencia grandes deudas. Conoció en un bar a José Donday, con quien comenzaría una relación y un plan para dar un golpe fácil al tren de correo de Andalucía, para así conseguir dinero fácil y acabar con sus deudas. Sánchez Navarrete hablaba de un botín de alrededor de un millón de pesetas. 
Ya que requerían de más ayuda para llevar a cabo el plan, contactaron con Honorio Sánchez Molina, quien también tenía problemas por el juego. Molina contactó a su vez con un amigo suyo, Antonio Teruel, quien acumulaba grandes problemas económicos. A Teruel y al grupo de criminales se les uniría Francisco Piqueras, también llamado Paco el Fonda, otra persona con problemas económicos y deudas.
Una vez reunido el grupo, Navarrete (que a este punto ya era considerado el líder) integró a Ángel Ors en el plan, un empleado de correos del Expreso, que conoció durante su época de trabajo en el ferrocarril.
Molina no se presentó a la realización completa del crimen, excusándose con asuntos laborales ajenos a él, por lo que se encontraría esperando en Madrid a que el grupo llegara a su destino.
El plan consistía en que la banda subiría al tren, Navarrete actuaría con Ors esa misma noche junto a Teruel y Piqueras. Donday sería el encargado de conseguir un vino narcotizado con el que dormir a los dos empleados de correos, siendo estos Ors, y su compañero, Santos Lozano la patrulla de esa noche. Además, Donday también contaba con la responsabilidad de preparar una huida para después del golpe.

## El asalto
El plan no salió como se esperaba. El dinero que se le dio a Donday para que comprase el vino narcótico fue gastado en apuestas de juego la tarde de antes del golpe, perdiendo todo. Así, Donday entregaría a su equipo lo que se cree que fue coñac, aunque otras fuentes hablan de vino.
Los tres se subieron a un tren que los llevaría desde Madrid a Aranjuez, y una vez ahí tomarían el expreso a Andalucía. Cuando llegaron, llamaron a la puerta del vagón de correos, pero al descubrir que esta se encontraba cerrada, Ors les abrió una ventana para que entraran por ella. Mientras todo esto pasaba, Donday se había trasladado en taxi hasta Alcázar de San Juan, y les esperaba cenando.
Una vez dentro del tren Navarrete saludó a los dos empleados mientras presentaba a Teruel y a El Fonda como amigos suyos. Mientras, Navarrete le ofrecía a Ors y a su compañero el alcohol que había traído, con la esperanza de que se quedaran dormidos y así actuar. Pero no tuvo éxito, y los sujetos no se durmieron, por lo que Teruel y El Fonda perdieron los nervios y comenzaron a atinarles golpes con una enorme tenaza. El primero en fallecer fue Lozano, al que le seguiría Ors, quien moriría debido a un disparo en el pecho por parte de Teruel. La excusa para ambos criminales sería que no podían dejar testigos del robo.
Una vez cometido el crimen, los dos culpables se pusieron a buscar el botín que había costado dos vidas, con la mala suerte de que no era correspondiente a lo que Navarrete les había prometido.
Llegaron entonces a la estación de Alcázar de San Juan, donde les esperaba Donday con un taxi, con un taxista independiente de la banda como chófer.
Mientras tanto, el Expreso de Andalucía siguió su camino, y cuando el tren llegó a la capital andaluza alrededor de las seis de la mañana, los encargados de la estafeta se acercaron al vagón de correo a ver que sucedía y también recoger las valijas, pero al llamar a la puerta de esta sección del tren, no obtuvieron respuesta. Los empleados en la estación de Córdoba ya habían sido alertados anteriormente por telégrafo de que algo podía haberles sucedido a Lozano y a Ors, ya que en las estaciones anteriores las luces del vagón se habían mantenido apagadas y nadie contestaba las insistentes llamadas. Así que, una vez llegaron a su destino, no les quedó de otra más que forzar la puerta, encontrando los cuerpos de los dos trabajadores.

### La escena del crimen
Los cuerpos se encontraban en medio de grandes charcos de sangre, atados con cuerdas, correas y signos de lucha. Los envíos y correspondencia se encontraban esparcidos por todo el vagón, y la caja de valores estaba abierta y vacía. Los médicos que examinaron los cadáveres llegaron a la conclusión de que las víctimas habían muerto cinco horas antes de que encontraran los cuerpos.
Por un lado, Lozano contaba con una rotura de cráneo, lo que daba a conocer que no sabía de la intención de sus atacantes hasta que fue demasiado tarde, sufriendo un golpe en la cabeza, para luego ser estrangulado. Sin embargo, su compañero, Ors, presentaba signos de haberse encasillado en una lucha violenta, que terminó con tres heridas de arma blanca y dos de fuego.
Ambos fueron enterrados en Córdoba, y sus funerales fueron muy mediáticos y concurridos.

## Detenciones
Los culpables fueron fáciles de encontrar gracias a las declaraciones del taxista Miguel Pedreró, las numerosas pistas que dejaron los sujetos en la escena del crimen y el comportamiento que mantuvieron tras cometer el robo.
La primera detenida fue Carmen Atienza, esposa de Antonio Teruel, el cual se suicidaría con un disparo en la cabeza junto a parte del botín que habían robado. Una vez apresada, Carmen Atienza aportó datos de los compañeros de su difunto marido.
También detuvieron a la hermana de Molina, Antonia y su lavandera, Encarnación.
El último en ser detenido fue Pildorita, que se había refugiado en una finca ubicada en Ciudad Real y en París, pero fue entregado en la embajada española.

## Juicio y condena

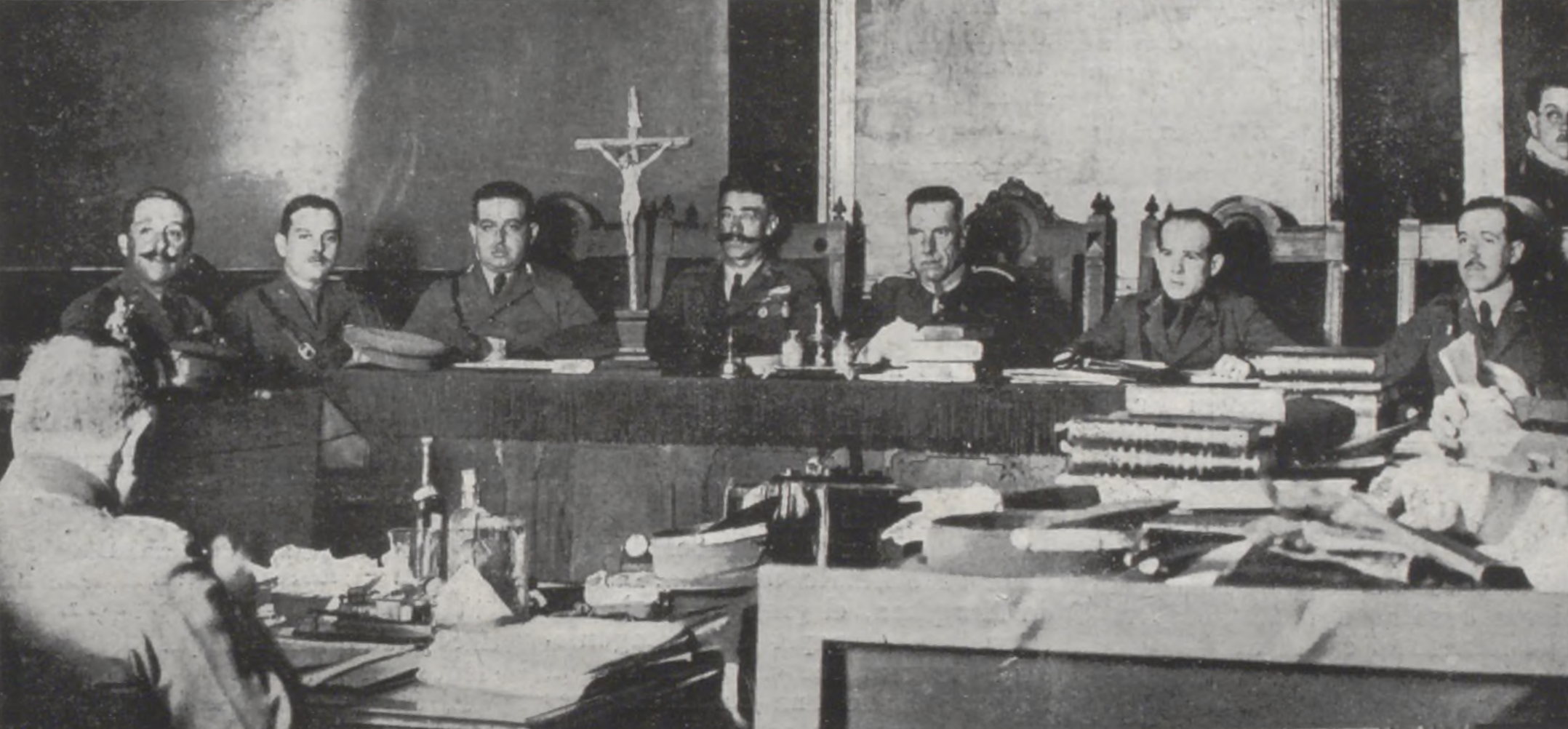
Consejo de guerra que juzgó a los culpables

El juicio se celebró el 7 de mayo de 1924. El encargado del juicio fue Pérez del Río, que pronto se inhibió a favor de la jurisdicción militar. Se pidió para los autores del crimen penas de muerte y para los cómplices 30 años de cárcel, pero los encubridores quedaron libres sin cargos, siendo José Donday, el único que no sufrió la pena de muerte, a este se le dictaron 20 años de reclusión.

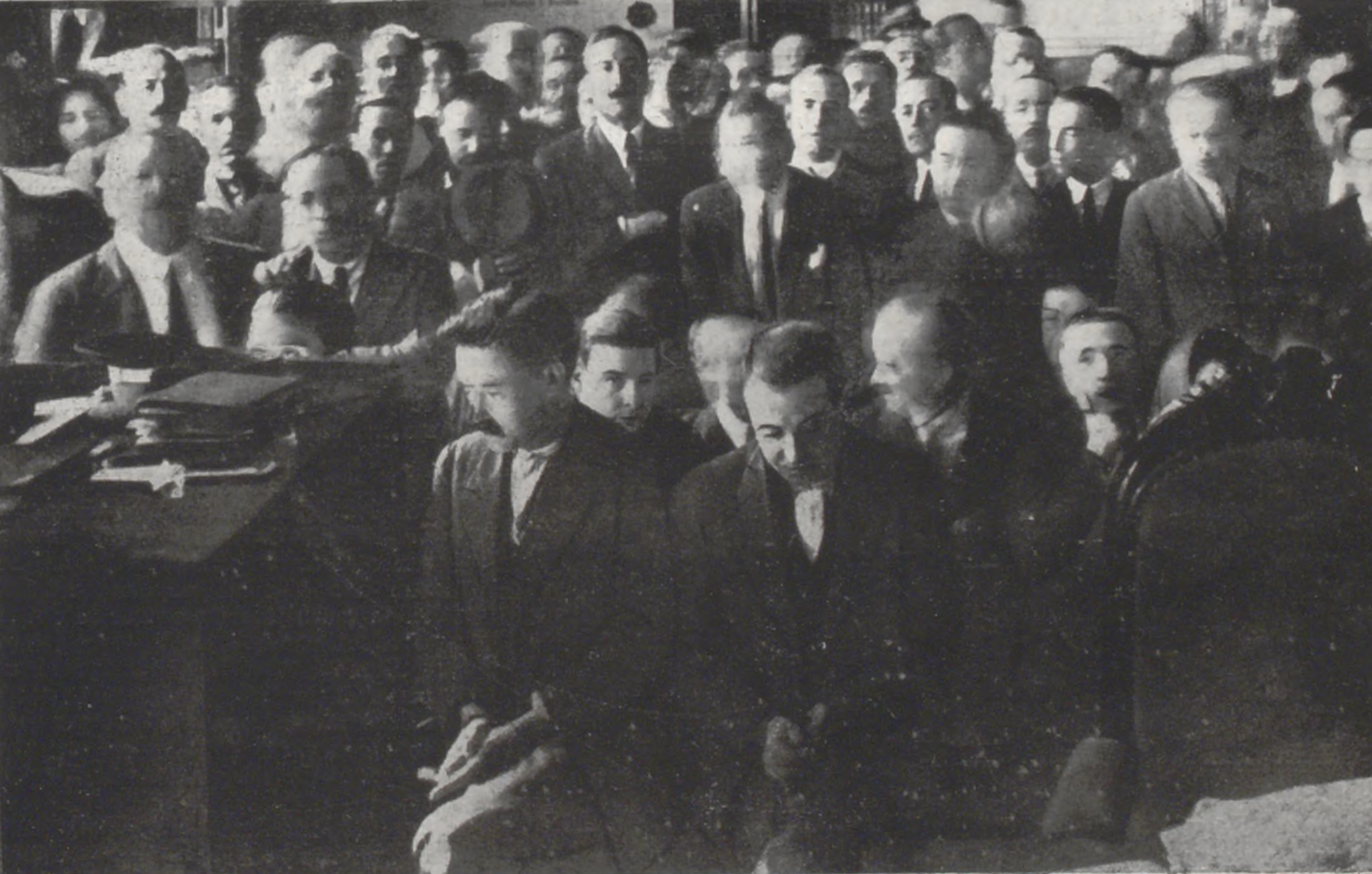
En primer plano Honorio Sánchez y Francisco de Dios Piqueras, durante el consejo de guerra que los juzgó

La ejecución de los culpables se llevó a cabo en la cárcel Modelo de Madrid el 9 de mayo de 1924. El primero en ser ajusticiado fue Molina, seguidamente Piqueras, y, por último, Sánchez Navarrete, quien murió mientras se encontraba inconsciente. Se decía que un capitán le había aplicado una inyección de morfina para que no sufriera.
Una vez cumplida la condena, a las seis de mañana, ondeó fuera la cárcel la bandera negra, que notificaba de la muerte de los criminales.

## Adaptaciones
Este hecho cuenta con una adaptación española de 59 minutos de duración, del año 1991. Este proyecto se encuentra dirigido por Imanol Uribe, y protagonizado por Tito Valverde, Enrique San Francisco, José Manuel Cervino, Mario Pardo, Francisco Casares, Kiti Mánver, Maite Blasco, Asunción Balaguer y Claudio Rodríguez.
El argumento corre a mano de Pedro Costa, guionizado por Luis Ariño y Ricardo Franco, la música por Bernardo Bonezzi, y la fotografía por Hans Burmann.
La productora encargada de la elaboración de dicho proyecto es Pedro Costa Producciones Cinematográficas S.A, RTVE.